# Moussy (Valle del Oise)
 Moussy  es una población y comuna francesa, en la región de Isla de Francia, departamento de Valle del Oise, en el distrito de Pontoise y cantón de Marines.

## Demografía
| 97 | 87 | 95 | 96 | 117 | 105 | 101 | 96 | 88 | 96 | 94 | 116 | 104 | 98 | 91 | 96 | 82 | 81 | 109 | 84 | 75 | 67 | 63 | 72 | 56 | 50 | 61 | 58 | 80 | 98 | 102 | 113 |
| Para los censos de 1962 a 1999 la población legal corresponde a la población sin duplicidades (Fuente: INSEE [Consultar]) |    |    |    |     |     |     |    |    |    |    |     |     |    |    |    |    |    |     |    |    |    |    |    |    |    |    |    |    |    |     |     |